# El Bercial (métro de Madrid)
El Bercial est une station de métro à Getafe, dans la communauté de Madrid, en Espagne. Ouverte le 11 avril 2003, elle est située sur la ligne 12 du métro de Madrid entre El Carrascal et Los Espartales.